# Kawasaki Vulcan
De Kawasaki Vulcan  is een toermotorfiets van het Japanse merk Kawasaki. Deze motor wordt gefabriceerd sinds 1984, meestal met een V-twin motor, variërend van 125cc tot 2053cc.

## Modellen

### 1984-2006: Vulcan 750 serie en VN15 serie
Kawasaki introduceerde de eerste toermotor met V-twin motor wereldwijd in 1984. Oorspronkelijk werd deze motor voor export naar de VS geleverd met een 699cc-motor, maar vanaf 1986 werden ook deze modellen geleverd met een 750cc-motor. Tot de stopzetting van de productie van de VN750 in 2006 werd dit model nauwelijks gewijzigd.
Vanaf 1987 leverde kawasaki ook de 1500cc vulcan in diverse aankledingen, o.a. het VN15 A en B model en de VN15SE

### 1986-2004: Vulcan 400 serie
De Vulcan 400 werd in 1986 op de markt gebracht, als “instapmotor”. Dit model had een vloeistof gekoelde 399cc V-twin motor en vijf versnellingen. Hij werd geproduceerd in twee modellen: “Classic” en “Drifter”.

### 1990-2009: Vulcan 500 serie
De Vulcan 500 werd in 1990 en geïntroduceerd en was de eerste motor in de Vulcan-serie zonder V-twin motor. Men gebruikte dezelfde lijnmotor als de Kawasaki Ninja 500r. De EN500 is in principe dezelfde motorfiets. Ze zijn te onderscheiden door de badge op de tank, bij de Vulcan is dit een Vulcan badge, bij de EN een EN badge. In deze periode zijn de EN500A en EN500B gebouwd. De latere Vulcan 500 LTD was een EN500C.

### 1991-2008: Vulcan 1500 serie
Deze motor werd in 1991 geïntroduceerd. De Vulcan 1500 heeft een vloeistof gekoelde SOHC 50° V-twin motor. De productie van de “Vulcan 1500 Drifter” stopte in 2005, de “Vulcan 1500 Classic” en de “Vulcan 1500 Mean Streak” werden geproduceerd tot 2008.

### 1995-2006: Vulcan 800 serie
De VN800A werd geïntroduceerd in 1995 en was de eerste moderne “cruiser” met een softail en een 21-inch voorwiel. The VN800B (Classic) kwam in 1996 op de markt en had zowel vooraan als achteraan een 16-inch wiel. De drie modellen “800A”, “Classic” en “Drifter” hebben een 805cc vloeistof gekoelde V-twin motor en vijf versnellingen. De productie werd in 2006 gestopt bij de introductie van de VN900.

### 2002-2009: Vulcan 1600 serie
Deze motor die sinds 2002 geproduceerd werd, bestaat in 3 modellen:
- Vulcan 1600 Classic
- Vulcan 1600 Nomad
- Vulcan 1600 Mean Streak

Alle modellen hebben een 1552cc V-twin motor. Deze serie werd in 2009 vervangen door de Vulcan 1700 serie.

### 2002-heden: Vulcan 2000 serie
Deze motor heeft een 2053cc V-twin motor, de zwaarste V-twin motor tot op heden. Er bestaan drie modellen:
- Vulcan 2000 Classic
- Vulcan 2000 Classic LT
- Vulcan 2000 Custom

### 2006-heden: Vulcan 900 serie
Deze motor werd in 2006 op de markt gebracht ter vervanging van de Vulcan 800 serie. Deze motor heeft een 903cc vloeistof gekoelde V-twin SOHC motor en bestaat in drie modellen :
- Vulcan 900 Classic
- Vulcan 900 Classic LT
- Vulcan 900 Custom

### 2009-heden: Vulcan 1700 serie
Deze motor werd in 2009 geïntroduceerd en heeft een 1700cc 52° SOHC vloeistof gekoelde V-twin injectiemotor en een versnellingsbak met zes versnellingen. Deze serie heeft de volgende modellen:
- Vulcan Nomad
- Vulcan 1700 Custom
- Vulcan 1700 Classic
- Vulcan 1700 Classic Tourer
- Vulcan 1700 LT
- Vulcan 1700 Voyager & Voyager Custom

## Afbeeldingen

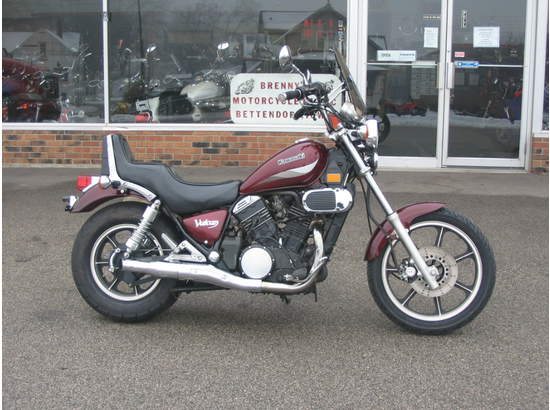
Vulcan 750
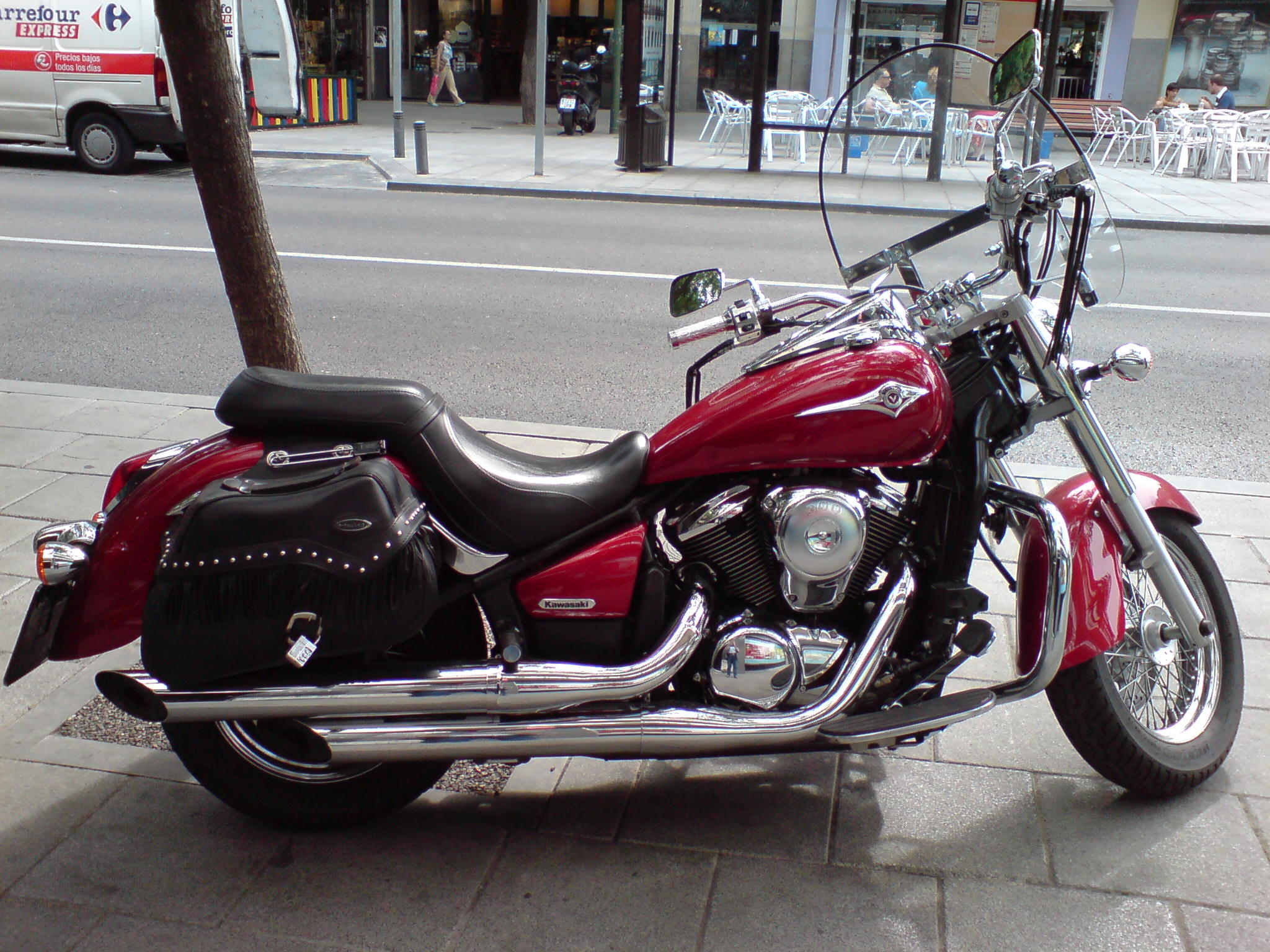
Vulcan 900 Classic
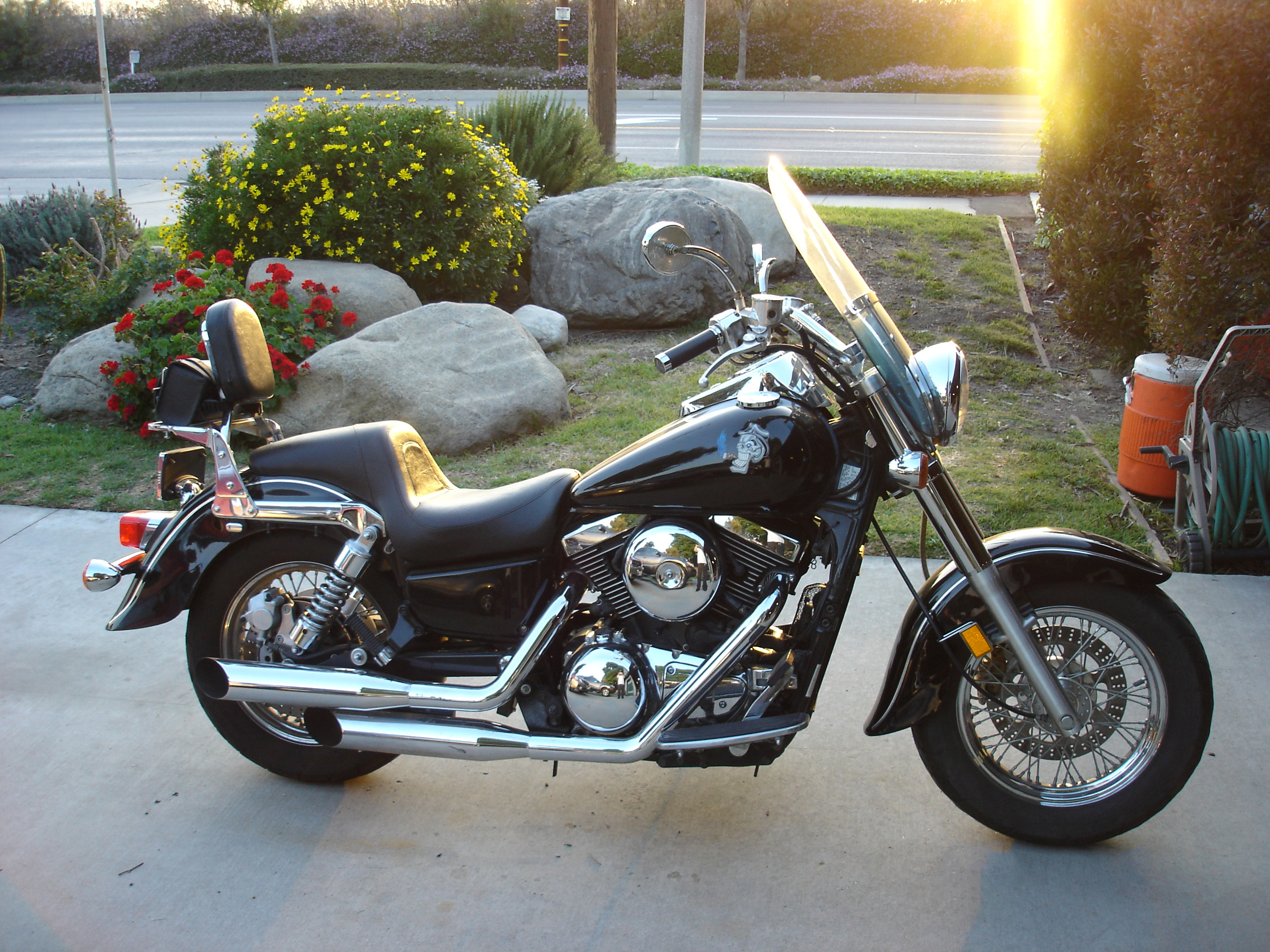
Vulcan 1500
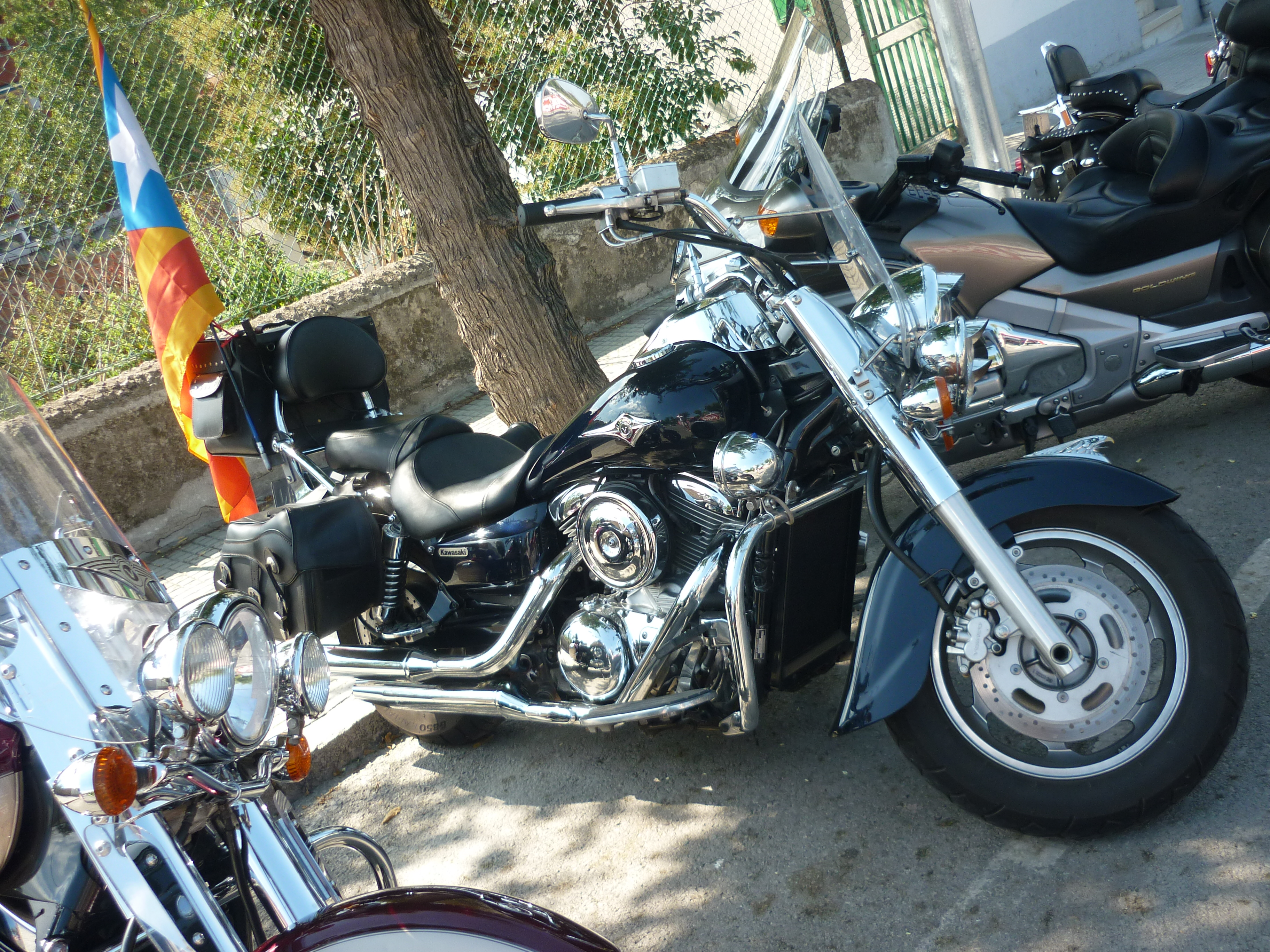
Vulcan 1600 Classic
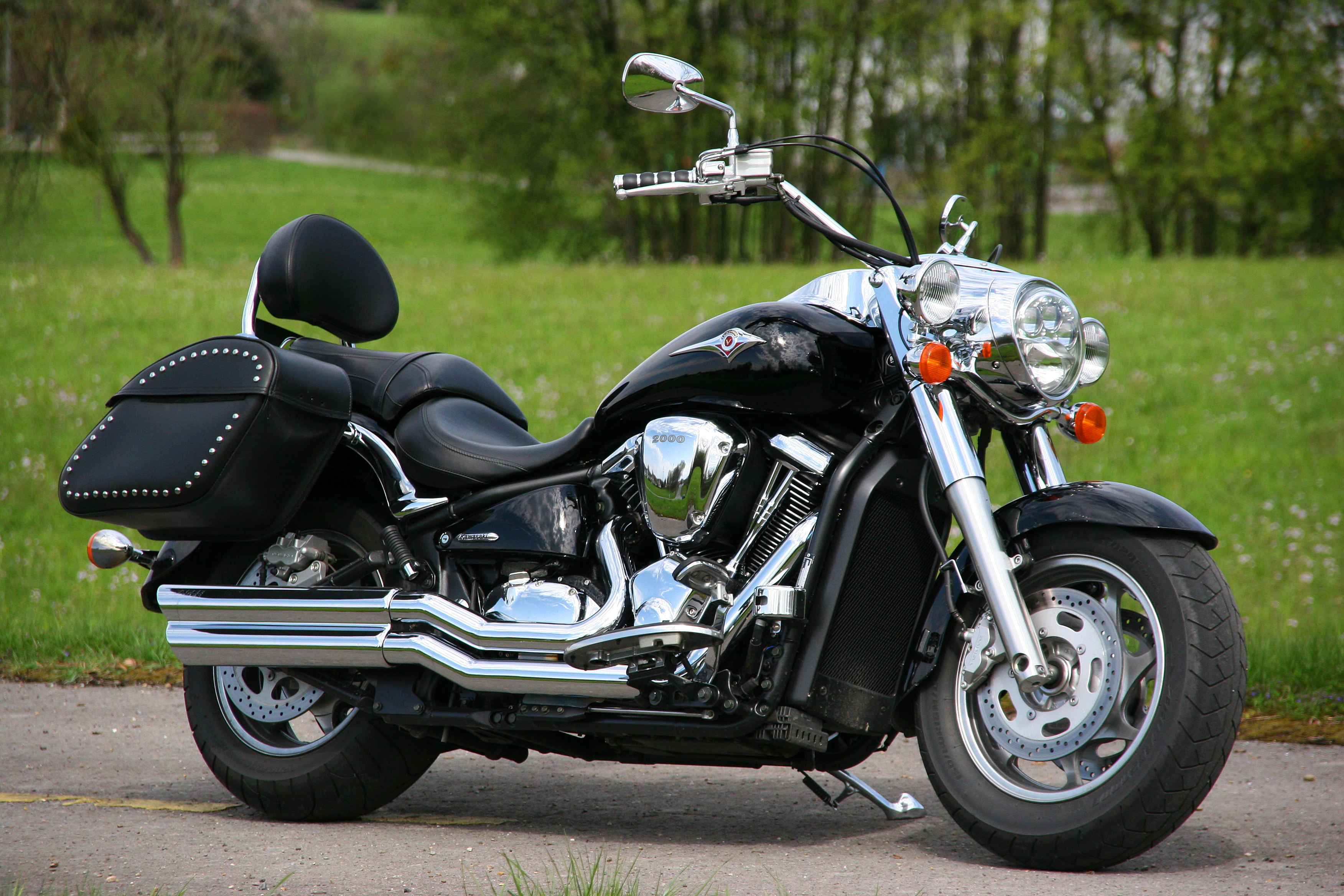
Vulcan 2000